# 하마 쇼고
하마 쇼고(일본어: 濱 正悟 はま しょうご[*])는 일본의 모델 겸 배우이다.

## 출연작

### TV 드라마
- 2018년 ~ 2019년 쾌도전대 루팡레인저 vs. 경찰전대 패트레인저 - 요이마치 토오마 / 루팡블루 역

## 영화
- 쾌도전대 루팡레인저 VS 경찰전대 패트레인저 en film - 요이마치 토오마 / 루팡블루 역
- 쾌도전대 루팡레인저 + 경찰전대 패트레인저 궁국의 변합체 - 요이마치 토오마 / 루팡블루 역
- 경찰전대 패트레인저 Feat. 쾌도전대 루팡레인저 또 한명의 패트렌 2호 - 요이마치 토오마 / 루팡블루 역
- 루팡레인저 VS 패트레인저 VS 큐레인저 - 요이마치 토오마 / 루팡블루 역
- 쾌도전대 루팡레인저 VS 경찰전대 패트레인저 파이널 라이브 투어 2019 - 요이마치 토오마 / 루팡블루 역
- 기사룡전대 류소우저 VS 루팡레인저 VS 패트레인저 - 요이마치 토오마 / 루팡블루 역